# Stazione di Ōizumi-gakuen

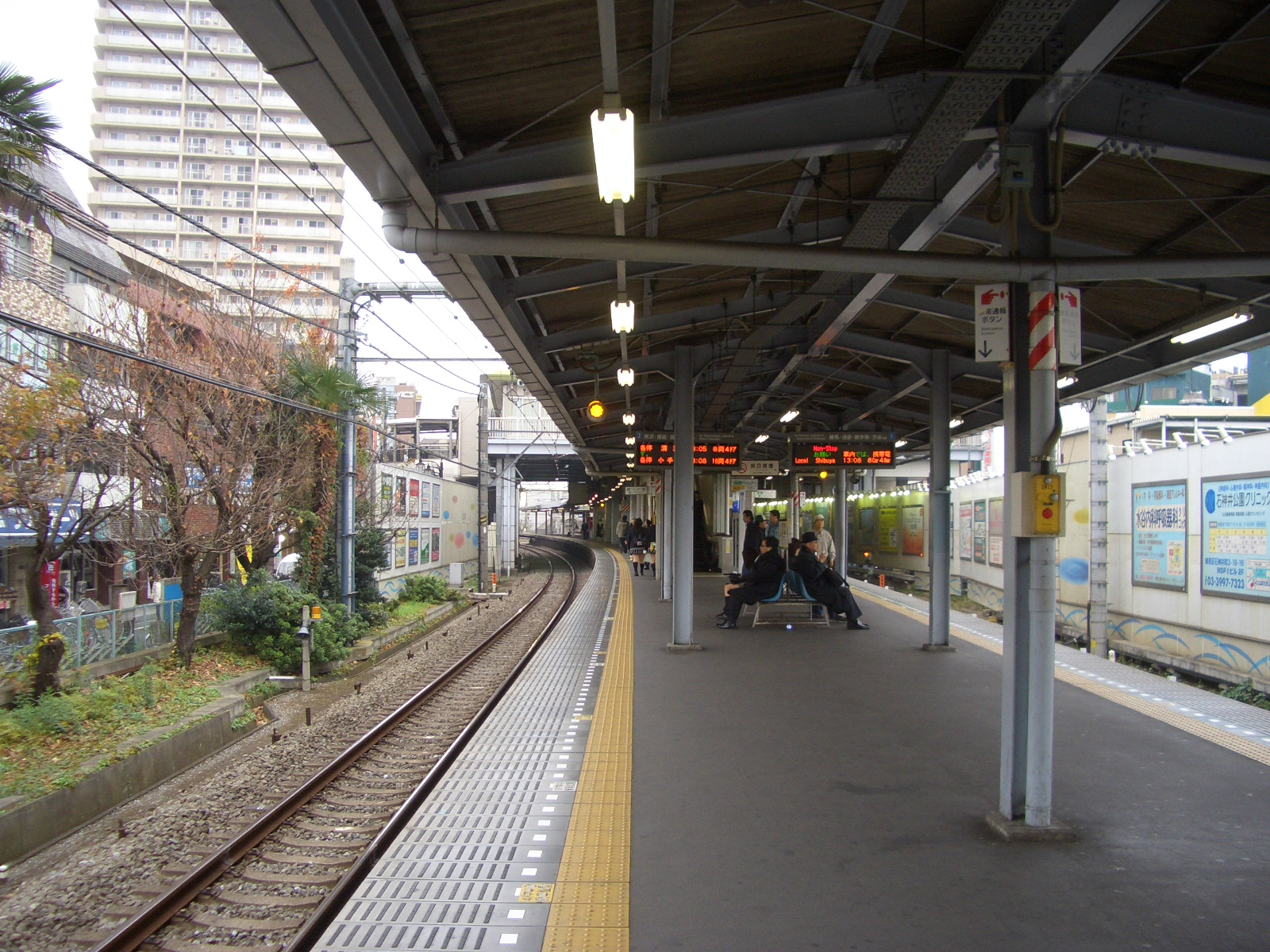
Vista di un marciapiede

La stazione di Ōizumi-gakuen (大泉学園駅?, Ōizumi-gakuen-eki) è una stazione ferroviaria di Tokyo che si trova a Nerima, ed è servita dalla linea Seibu Ikebukuro delle Ferrovie Seibu, a 12,5 km di distanza dal capolinea di Ikebukuro.

## Storia
La stazione venne aperta inizialmente il 1º novembre 1924 con il nome di stazione di Higashi-Ōizumi (東大泉駅?), e assunse il nome attuale il 1º marzo 1933.
A partire dal 2012 sono stati introdotti i numeri di stazione sulla linea. La stazione di Ōizumi-gakuen possiede il codice "SI11".
Nelle vicinanze della stazione si trovano molti studi di animazione e dal 2009 la musica che annuncia di partenza dei treni è stata cambiata in quella dell'anime Galaxy Express 999. Dal 2015 nell'ingresso nord è stata installata l'Oizumi Anime Gate, una mostra permanente con foto disposte cronologicamente di famosi anime e statue in bronzo a grandezza naturale di Rocky Joe, Lamù, Masai Hoshino e Masha (protagonisti di Galaxy Express 999) e Astro Boy.

## Linee
Ferrovie Seibu
● Linea Seibu Ikebukuro

## Struttura
La stazione possiede un marciapiede a isola con due binari passanti in superficie. Il fabbricato viaggiatori è sopraelevato, e collegato alle banchine da ascensori, scale fisse e mobili.
| 1 | ● Linea Seibu Ikebukuro | per Nerima e: - Shin-Kiba via Linea Yūrakuchō - Ikebukuro e Shibuya via Linea Fukutoshin (prosecuzione per Yokohama via linea Tōkyū Tōyoko) |
| 2 | ● Linea Seibu Ikebukuro | per Tokorozawa, Hannō e Seibu Chichibu |

## Stazioni adiacenti
| «                     | Servizio                                    | »                     |
| Linea Seibu Ikebukuro | Linea Seibu Ikebukuro                       | Linea Seibu Ikebukuro |
| --------------------- | ------------------------------------------- | --------------------- |
| Shakujii-kōen         | Locale                                      | Hōya                  |
| Shakujii-kōen         | Semiespresso                                | Hōya                  |
| Shakujii-kōen         | Espr. pendolari                             | Hōya                  |
| Nerima ←              | Semiesp. pendolari                          | ← Hōya                |
| Transito              | Rapido                                      | Transito              |
| Transito              | Rapido Espresso (via linea Seibu Yurakucho) | Transito              |
| Transito              | Espresso                                    | Transito              |